# Millenium Saphir
Le Millenium Saphir, découvert en 1995 sur l'île de Madagascar est le plus gros saphir existant.
Il est taillé par l'italien Alessio Boschi dans le but de rendre hommage aux hommes ayant marqué l'humanité.
En 2001, le Guinness Book des records le certifie comme étant le plus gros saphir sculpté du monde.